# Pomnik Konstytucji 3 Maja w Lublinie
Pomnik Konstytucji 3 Maja w Lublinie – pomnik znajdujący się na Placu Litewskim w Lublinie.

## Lokalizacja
Pomnik został odsłonięty po raz pierwszy 3 maja 1916 roku, na pamiątkę uchwalenia Konstytucji 3 maja. Miał formę pokrytego reliefami kamienia na niskim postumencie. W 1963 roku został usunięty z pierwotnego miejsca i przesunięty w pobliże publicznego szaletu. 3 maja 1981 roku, z inicjatywy Henryka Łusiewicza (przewodniczącego Stronnictwa Demokratycznego), pomnik ustawiony został na skraju Placu Litewskiego.

## Opis
Na pomniku umieszczono napis: NA PAMIĄTKĘ OBCHODÓW 125 ROCZNICY 3 MAJA 1791–1916. Autorem koncepcji dzisiejszego wyglądu pomnika jest Edward Kotyłło. W 1981 r. pomnik został odrestaurowany i umieszczony w pierwotnym miejscu. Został on podwyższony przez dodanie dwuelementowego postumentu i zwieńczony figurą orła. W tym czasie na cokole umieszczono napis: (1791-1981). Pomnik zdobi orzeł w koronie autorstwa Witolda Marcewicza.